# Potere al Popolo
Potere al Popolo (PaP) és una coalició d'extrema esquerra de partits polítics i moviments socials italians. El PaP va ser fundat el desembre de 2017 i es va presentar com a llista electoral a les eleccions generals d'Itàlia de 2018. En el seu manifest, PaP es descriu com «social i polític, anticapitalista, comunista, socialista, ecologista, feminista, secular, pacifista, llibertària i meridional». L'objectiu de la coalició és «construir democràcia real a través de la pràctica quotidiana, les experiències d'autogovern, la socialització dels coneixements i la participació ciutadana popular».

## Història
La coalició va ser iniciada per l'Ex OPG Je so' pazzo, un centre social okupat a Nàpols. La proposta va aconseguir el suport d'altres centres socials italians, associacions i comitès locals i, finalment, d'alguns partits registrats. La idea de construir un partit i/o llista va néixer durant el Je so' Pazzo Festival 2016, que va tenir com a màxima «Construïm poder popular», celebrat a Nàpols del 9 a l'11 de setembre de 2016. L'any següent, del 7 al 10 de setembre de 2017, es va celebrar a Nàpols el Je so' Pazzo Festival 2017, que va tenir com a lema «Potere al popolo!».
El 17 de desembre de 2017, la coalició es va presentar oficialment amb el suport dels dos principals partits comunistes italians: el Partit de la Refundació Comunista (PRC) i el Partit Comunista Italià. Viola Carofalo, una investigadora del departament de ciències socials i humanes de la Universitat de Nàpols – L'Oriental, que havia estat militant tant del PRC com de l'Ex OPG Je so' pazzo, va ser elegida com a portaveu nacional. El 6 de gener de 2018 va ser nomenada també cap de llista. En les eleccions generals del 4 de març de 2018, PaP va aconseguir un 1.1% dels vots i no va obtenir cap escó.

## Composició
Si ben actualment conté quatre partits principals, PaP es componia originalment de vuit partits diferents:
| Partits | Partits                           | Ideologia principal   | Líders            | Període                          |
| ------- | --------------------------------- | --------------------- | ----------------- | -------------------------------- |
|         | Xarxa de Comunistes (RdC)         | Comunisme             | Luciano Vasapollo | 26 de novembre de 2017 – present |
|         | Moviment Radical Socialista (MRS) | Socialisme llibertari | Katia Bellillo    | 18 de desembre de 2017 – present |
|         | Renaixement Socialista (RS)       | Socialisme democràtic | Franco Bartolomei | 18 de desembre de 2017 – present |
|         | Democràcia Atea (DA)              | Socialisme llibertari | Carla Corsetti    | Gener de 2018 – present          |

### Antics membres
| Partits | Partits                                 | Ideologia principal | Líders             | Període                                       |
| ------- | --------------------------------------- | ------------------- | ------------------ | --------------------------------------------- |
|         | Partit de la Refundació Comunista (PRC) | Comunisme           | Maurizio Acerbo    | 18 de desembre de 2017 – 28 d'octubre de 2018 |
|         | Partit Comunista Italià (PCI)           | Comunisme           | Mauro Alboresi     | 2 de gener de 2018 – 14 de juliol de 2018     |
|         | Esquerra Anticapitalista (SA)           | Comunisme           | Franco Turigliatto | 5 de desembre de 2017 – 4 d'octubre de 2018   |
|         | Partit del Sud (PdS)                    | Surisme             | Natale Cuccurese   | 24 de desembre de 2017 – 29 d'octubre de 2018 |

El PaP, a més, inclou una sèrie de petits partits, moviments i centres socials, sindicats, associacions i comitès locals, en particular: Col·lectiu de Treballadors de la Ciutat en Xoc, Front Popular Itàlia, Moviment Pirata Revolucionari, Eurostop, representants del moviment No TAV, el moviment No TAP, el moviment No MUOS i el moviment Sense TRIV.

## Relacions internacionals
El PaP es va inspirar amb Momentum, l'organització que donà suport a Jeremy Corbyn per a encapçalar el Partit Laborista al Regne Unit, i amb La France Insoumise, el líder de la qual, Jean-Luc Mélenchon, va referir-se a una «aventura comuna per a la construcció d'una alternativa popular per a Europa».

## Suports
PaP ha rebut el suport de les següents figures públiques:
- Savina Guzzanti[41]
- Vandana Shiva[42]
- Citto Maselli[43]
- Vauro Senesi[44]
- Ken Loach[45]
- Moni Ovadia[46]
- Camila Vallejo[47]
- Jean-Luc Mélenchon[48]
- Sahra Wagenknecht[49]
- Evo Morales[50]

## Resultats electorals

### Parlament italià
| Any  | Líder                         | Vots              | %                 | Diputats | /+– | Vots              | %                 | Senadors | +/- |
| ---- | ----------------------------- | ----------------- | ----------------- | -------- | --- | ----------------- | ----------------- | -------- | --- |
| 2018 | Viola Carofalo                | 370.320           | 1,13%             | 0 / 630  | Nou | 319.495           | 1,06              | 0 / 315  | Nou |
| 2022 | Marta Collot Giuliano Granato | Dins Unió Popular | Dins Unió Popular | 0 / 630  | =   | Dins Unió Popular | Dins Unió Popular | 0 / 315  | =   |